# Dmitrij Dolinin
Dmitrij Dolinin (russisk: Дми́трий Алексе́евич Доли́нин) (født 30. september 1938 i Sankt Petersborg i Sovjetunionen) er en sovjetisk filminstruktør og manuskriptforfatter.

## Filmografi
- Sentimentalnoje putesjestvije na kartosjku (Сентиментальное путешествие на картошку, 1986)[1][2]